# Клавиша ввода

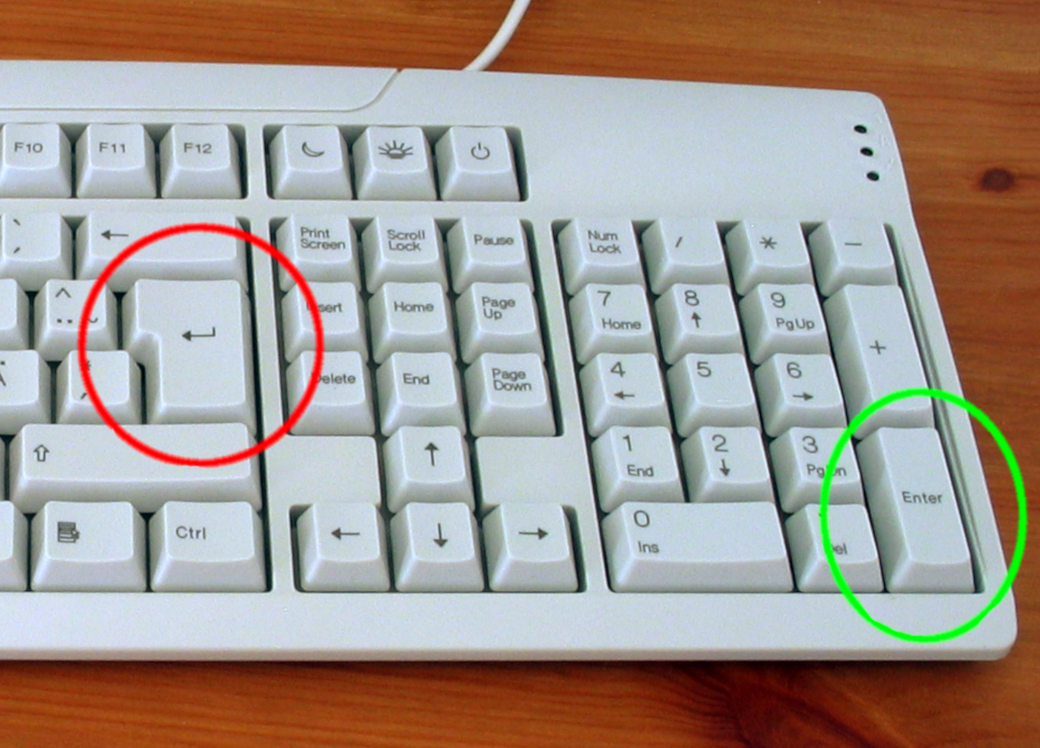
Клавиши Return (красный) и Enter (зелёный) на буквенной и цифровой клавиатурах, соответственно

Ввод, или Enter — клавиша на клавиатуре компьютера, служащая для подачи на исполнение команды, отправки сообщения или подтверждения какого-то действия. Также она используется для перевода строки при наборе текста при отсутствии отдельной предназначенной для этого клавиши ↵ Return.
Традиционно располагается с правой стороны клавиатуры. На IBM PC-совместимых клавиатурах получили распространения три вида клавиши Enter основного буквенно-цифрового поля: 
- горизонтальная клавиша одинарной высоты, так называемый ANSI Enter[3] — на IBM PC впервые появился на клавиатуре IBM Model M[англ.], в основном на клавиатурах для американского рынка;
- «двухэтажный» «q-образный» Enter, известный как ISO Enter[4]  — используется в основном на клавиатурах для Европы, Японии и Бразилии;
- «двухэтажный» «d-образный» Enter, известный также как «bigass Enter»[5] — происходит от клавиатуры IBM Model F[англ.] ранних IBM PC/AT, в дальнейшем заменённых на Model M. Распространён на клавиатурах из Южной Кореи.

Кроме того, начиная с IBM Model M дополнительная клавиша Enter располагается на цифровом блоке.
На клавиатурах терминалов и некоторых ранних персональных компьютеров могли присутствовать отдельные клавиши ввода (↵ Enter), перевода строки (Line Feed) и возврата каретки (↵ Return). К примеру, в VT100 клавиша ↵ Enter располагалась на цифровом блоке, ↵ Return — в алфавитно-цифровом, а Line Feed — возле правой клавиши ⇧ Shift; В IBM 3270 в алфавитно-цифровом блоке также располагалась клавиша ↵ Return, а ↵ Enter — справа от клавиши пробела. В современных системах за все эти функции отвечает одна клавиша ввода, за редкими исключениями. К примеру, в Photoshop для OS X клавишей ввода (↵ Enter) считается клавиша, расположенная на цифровом блоке, она подтверждает введённый текст, закрывая поле ввода. В то же время клавиша в основном алфавитно-цифровом блоке считается клавишей ↵ Return и вставляет в текст перевод строки. При отсутствии цифрового блока для этой цели можно использовать сочетание ⇧ Shift+↵ Return.